# Scheldeprijs 2020
Lo Scheldeprijs 2020, centoseiesima edizione della corsa, come ventiquattresima ed ultima prova dell'UCI ProSeries 2020 categoria 1.Pro, si è svolto il 14 ottobre 2020 (inizialmente era previsto per il 4 aprile 2020, ma è stato posticipato a causa della pandemia di COVID-19) per un percorso di 173,3 km, con partenza ed arrivo a Schoten, in Belgio. La vittoria è stata appannaggio dell'australiano Caleb Ewan, che ha completato il percorso in 3h34'38" alla media di 48,445 km/h, precedendo l'italiano Niccolò Bonifazio ed il francese Bryan Coquard.
Al traguardo di Schoten sono stati 161 i ciclisti, dei 171 alla partenza, che hanno portato a termine la competizione.

## Squadre e corridori partecipanti
| N.      | Cod. | Squadra                   |
| ------- | ---- | ------------------------- |
| 1-7     | DQT  | Deceuninck-Quick-Step     |
| 11-17   | LTS  | Lotto Soudal              |
| 21-27   | TBM  | Bahrain-McLaren           |
| 31-37   | BOH  | Bora-Hansgrohe            |
| 41-47   | AST  | Astana Pro Team           |
| 51-57   | CCC  | CCC Team                  |
| 61-65   | COF  | Cofidis, Solution Crédits |
| 71-77   | GFC  | Groupama-FDJ              |
| 81-87   | ISN  | Israel Start-Up Nation    |
| 91-97   | MTS  | Mitchelton-Scott          |
| 101-107 | NTT  | NTT Pro Cycling Team      |
| 111-117 | IGD  | Ineos Grenadiers          |
| 121-127 | SUN  | Team Sunweb               |

| N.      | Cod. | Squadra                      |
| ------- | ---- | ---------------------------- |
| 131-137 | TFS  | Trek-Segafredo               |
| 141-147 | UAD  | UAE Team Emirates            |
| 151-157 | AFC  | Alpecin-Fenix                |
| 161-167 | VBC  | B&B Hotels-Vital Concept     |
| 171-177 | WVA  | Bingoal-Wallonie Bruxelles   |
| 181-187 | CWG  | Circus-Wanty Gobert          |
| 191-197 | NDP  | Nippo Delko Provence         |
| 201-217 | RIW  | Riwal Securitas Cycling Team |
| 211-217 | SVB  | Sport Vlaanderen-Baloise     |
| 221-227 | PCB  | Team Arkéa-Samsic            |
| 231-237 | TDE  | Total Direct Énergie         |
| 241-247 | TIS  | Tarteletto-Isorex            |

## Ordine d'arrivo (Top 10)
| Pos. | Corridore         | Squadra    | Tempo    |
| ---- | ----------------- | ---------- | -------- |
| 1    | Caleb Ewan        | Lotto      | 3h34'38" |
| 2    | Niccolò Bonifazio | Total      | s.t.     |
| 3    | Bryan Coquard     | B&B Hotels | s.t.     |
| 4    | Tim Merlier       | Alpecin    | s.t.     |
| 5    | Jasper Philipsen  | UAE        | s.t.     |
| 6    | Amaury Capiot     | Sport Vl.  | s.t.     |
| 7    | Arvid de Kleijn   | Riwal      | s.t.     |
| 8    | Sam Bennett       | Deceuninck | s.t.     |
| 9    | Itamar Einhorn    | Israel     | s.t.     |
| 10   | Romain Cardis     | Total      | s.t.     |